# Niger ai Giochi olimpici
Il Niger ha partecipato per la prima volta ai Giochi olimpici nel 1964, anno in cui il Comitato Olimpico e Sportivo Nazionale del Niger venne creato e riconosciuto dal CIO.
Gli atleti nigerini non hanno mai vinto medaglie d'oro ai Giochi olimpici estivi, né hanno mai partecipato ai Giochi olimpici invernali.

## Medaglieri

### Medaglie alle Olimpiadi estive
| Giochi                 | Oro              | Argento          | Bronzo           | Totale           |
| ---------------------- | ---------------- | ---------------- | ---------------- | ---------------- |
| Tokyo 1964             | 0                | 0                | 0                | 0                |
| Città del Messico 1968 | 0                | 0                | 0                | 0                |
| Monaco 1972            | 0                | 0                | 1                | 1                |
| Montreal 1976          | non partecipante | non partecipante | non partecipante | non partecipante |
| Mosca 1980             | non partecipante | non partecipante | non partecipante | non partecipante |
| Los Angeles 1984       | 0                | 0                | 0                | 0                |
| Seoul 1988             | 0                | 0                | 0                | 0                |
| Barcellona 1992        | 0                | 0                | 0                | 0                |
| Atlanta 1996           | 0                | 0                | 0                | 0                |
| Sydney 2000            | 0                | 0                | 0                | 0                |
| Atene 2004             | 0                | 0                | 0                | 0                |
| Pechino 2008           | 0                | 0                | 0                | 0                |
| Londra 2012            | 0                | 0                | 0                | 0                |
| Rio de Janeiro 2016    | 0                | 1                | 0                | 1                |
| Tokyo 2020             | 0                | 0                | 0                | 0                |
| Parigi 2024            | 0                | 0                | 0                | 0                |
| Totale                 | 0                | 1                | 1                | 2                |

### Medagliati
| Medaglia | Atleta               | Edizione            | Sport     | Evento            |
| -------- | -------------------- | ------------------- | --------- | ----------------- |
| Bronzo   | Issaka Daboré        | Monaco 1972         | Pugilato  | Pesi superleggeri |
| Argento  | Abdoulrazak Issoufou | Rio de Janeiro 2016 | Taekwondo | oltre 80 kg       |